# 北流镇
北流镇，是中华人民共和国广西壮族自治区玉林市北流市下辖的一个乡镇级行政单位。

## 行政区划
北流镇下辖以下地区：
印塘村、松花村、白须村、丛义村、九代村、甘村、大燕塘村、凉水井村、潮塘村、中灵村、鸭垠村、新城村、勾漏村、六地坡村、河泉村、六行村、六荣村、龙安村、环城村和居民村。